# Плита Кермадек

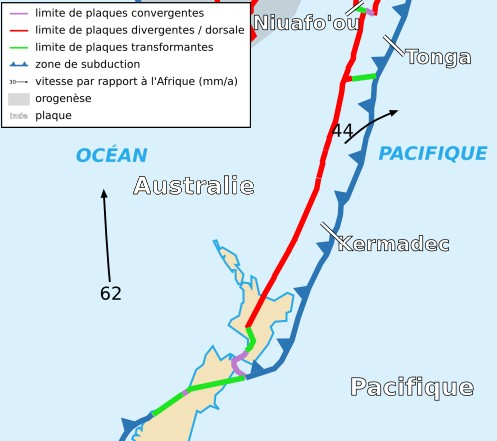
Розташування плити Кермадек

Плита Кермадек — довга вузька тектонічна плита. Має площу — 0,01245 стерадіан. Зазвичай асоціюється з Австралійською плитою.
Розташована на захід від жолоба Кермадек на півдні Тихого океану. Крім цього плита є підмурівком острова Північний Нової Зеландії та островів Кермадек. Відокремлена від Австралійської плити довгою дивергентною границею, що утворює зворотню острівну дугу.
Межує з Австралійською, Тихоокеанською та плитою Тонга.
Швидкість конвергенції Тихоокеанської плити зі сходу на захід з Австралійською плитою та плитою Кермадек є однією з найшвидших на Землі: 8 см на рік на півночі та 4,5 см на рік на півдні. 